# サタデー・ナイト、サンデー・モーニング
『サタデー・ナイト、サンデー・モーニング』（Saturday Night, Sunday Morning）は、2021年にリリースされたジェイク・バグの5枚目のスタジオ・アルバムである。

## 解説
- RCAレコード移籍後初のアルバム[1]。

## 収録曲
1. オール・アイ・ニード - All I Need
2. キス・ライク・ザ・サン - Kiss Like the Sun
3. アバウト・ラスト・ナイト　- About Last Night
4. ダウンタウン - Downtown
5. ラビット・ホール - Rabbit Hole
6. ロスト - Lost
7. シーン - Scene
8. ロンリー・アワーズ - Lonely Hours
9. メイビー・イッツ・トゥデイ - Maybe It's Today
10. スクリーミング - Screaming
11. ホールド・タイト - Hold Tight